# デスラー戦闘空母
デスラー戦闘空母（デスラーせんとうくうぼ）は、『宇宙戦艦ヤマト 新たなる旅立ち』『宇宙戦艦ヤマトIII』に登場する架空の宇宙空母。デザイン担当は中村光毅（準備稿）、板橋克己。

## 概要
ガミラス帝国の総統・デスラーが、『宇宙戦艦ヤマト2』（以下『ヤマト2』）におけるヤマトとの戦闘でデスラー艦を失った後、臨時の旗艦として使用した艦。
それまでのヤマトシリーズ作品に登場していた、ガミラス帝国の戦闘空母の発展型である。『ヤマト2』第11 - 12話で登場した戦闘空母（バンデベル艦）の改装艦であるという考察もある。
以下、本艦登場以前の戦闘空母を記事内で指す際には、単に「戦闘空母」と明記する。

## 諸設定

### 艦体解説
艦型
双胴を思わせる外観、艦の前から中間にかけて設置した飛行甲板、後方に艦橋構造物や常用火器を寄せた構成など、大まかな形状は戦闘空母に似るが、全長は260メートルと、大型化されている。
艦載機発進口から艦尾にかけては、直線と平面で艦体を構成している。艦橋の形状も戦闘空母と異なっており、艦橋上部の構造物についてはドメラーズ2世に酷似したデザインである。
甲板の左舷側に設置されているアングルド・デッキは、張り出し形状が台形になり（なので厳密にはアングルド・デッキとは呼べない）、戦闘空母に比べると小ぶりになった。
主基
メインノズル2基を艦尾に縦列配置している。戦闘空母と異なり、下部にはノズルが無い。
兵装
砲身付の3連装砲塔を、背負式で艦橋前部に2基と艦橋後部に1基、合計3基配置しており、後部の砲塔は従来の戦闘空母より1基減る形となっている。また、戦闘空母の舷側にあった、砲身付3連装砲塔は、本艦では別の構造物になっている。
舷側のインテーク状構造物の開口部には、大型ミサイル発射口をそれぞれ2門、計4門備える。
飛行甲板は戦闘空母同様、攻撃時に反転させると火器を出現させる。この飛行甲板には、収納式兵装として、無砲身の連装砲塔を背負い式に2基、固定式の6連装ミサイル砲塔1基、楕円形の5連装無砲身砲塔1基を、二列縦列配置している。甲板の前部・中部・後部の両脇に、合計6箇所の機雷発射区画があり、各区画には垂直発射式の機雷発射菅が2門ずつ、合計12門ある。そこから、30基のデスラー機雷を搭載した樽状カプセルが打ち上げられ、上空で破裂して機雷をばら蒔く。
さらに、劇中で使用シーンはなかったが、『新たなる旅立ち』の劇中で、損傷の報告のセリフより、瞬間物質移送器の装備が確認されている。
デスラー砲
デスラーが旗艦として使用するため、本艦にもデスラー砲が装備されている。従来のデスラー艦とは異なり、普段は艦内へ収納し、砲撃時に甲板に露出させる方式となっている。甲板の中央部分にデスラー砲を格納するスペースを設けられており、発射の際に砲身が艦内から甲板後部に迫り出し、砲下部に付いているレールに沿って甲板前方へ移動する。

搭載機
発進シーンはなかったが、『新たなる旅立ち』の劇中で、暗黒星団帝国軍の攻撃で被弾した際の艦内部の描写により、DMB-87型急降下爆撃機の搭載が判明している。

### 準備稿
中村による準備稿では、決定稿とデザインが異なっていた。全体的には通常の戦闘空母の形状をほぼそのままにして、ディテールを付け足した格好となっている。各部の相違点は以下の通り。
- 甲板先端・艦橋・艦載機発進口から艦尾にかけての艦体のデザインが、戦闘空母と同じ。
- 砲身付3連装砲塔は、従来の戦闘空母と同じく、艦橋前後に2基ずつ、両舷に各2基ずつ、計8基装備。砲塔のデザインも戦闘空母と同一である。
- 舷側のインテーク状構造物がより大きく、開口部は丸み帯びた横長方形。開口部にある、大型ミサイル発射口の口径も大きい。
- 甲板のミサイル砲塔が、戦闘空母と同じ7連装式。
- 甲板のアングルドデッキがない。

### 諸元
［ ］内は、書籍・プラモデル・コミカライズなどの異設定あるいは表記ゆれ。出典は、脚注を参照。
| 全長   | 260 m [200m] |
| 全幅   | [32 m] |
| 自重   | [42000 t] |
| 武装   | - 3連装砲身付砲塔×3基 - 2連装無砲身レーザー砲塔×4基［3連装ビーム砲塔×14基］ - 5連装フェザー砲塔×2基［6連装対空パルスレーザー×2基］ - 6連装ミサイル砲塔×2基［5連装ミサイル×2基］ - デスラー機雷発射口×12門 - ミサイル発射管×12門（艦首×6門、艦尾×6門）［魚雷ミサイル×12門］ - 大型ミサイル発射管×4門 - 瞬間物質移送器 - デスラー砲×1門 |
| 搭載機 | DMB-87型急降下爆撃機 |

## 劇中での登場

### 宇宙戦艦ヤマト 新たなる旅立ち
デスラー残存艦隊旗艦として登場。この時は第1作『宇宙戦艦ヤマト』の戦闘空母のように赤く塗装していたが、中心線は書かれていない。
新天地を探す旅に発つ前に最後の別れを告げるべく、ガミラス本星に向かうが、そこでガミラシウムの採取をしていた暗黒星団帝国の作業船団と護衛艦隊を発見し、交戦する。その後、ガミラス星の消滅により暴走を始めたイスカンダル星を追走するが、追いついた直後に暗黒星団帝国マゼラン方面第一艦隊からの報復攻撃を受ける。本艦より打ち上げたデスラー機雷によって敵艦隊の進撃を遅らせ、イスカンダルの海に着水するが、敵艦隊旗艦「プレアデス」の艦載機による攻撃にさらされ、艦隊が壊滅する。
マゼラン方面軍総司令官メルダーズが搭乗した自動惑星ゴルバが現れた際には、デスラー砲を発射するもゴルバの装甲には通用せず、見せしめとしてイスカンダルへの砲撃を開始したゴルバの主砲口へ突っ込み、ヤマトに自艦ごと波動砲で撃つよう促す。しかし、スターシャの降伏宣言によって戦闘が終了したため生還する。イスカンダルの自爆でゴルバが倒された後は、単艦で宇宙の彼方へと去っていく。

### 宇宙戦艦ヤマトIII
第16話のデスラーの回想と、同話のガルマン・ガミラス本星の軍事パレードに登場している。本作では塗装が新型戦闘空母（ガルマン・ガミラス戦闘空母）と同じものに変更されており、艦体は濃緑色、飛行甲板は灰色、艦橋先端部がオレンジで艦首部は黒となっている。
回想シーンでは『新たなる旅立ち』の後の動向が語られており、新たな残存艦隊を率いて銀河系中央部に向かった際、ボラー連邦に占領されていたガルマン星（ガミラス人の祖先であるガルマン民族が住む星）を発見し、ボラー軍から星を解放する。ただし、劇中では本艦の直接の戦闘シーンはない。

## PSゲームシリーズ
PS2版『宇宙戦艦ヤマト イスカンダルへの追憶』に登場する。設定が再構築され、艦型は「改ドメル戦闘空母級」、艦名は「デスラー・ガミラシア」とそれぞれ付けられている。
デザインも宮武一貴によってアレンジされている。艦橋後方にある砲塔が戦闘空母と同じく2基に、甲板内に収納している無砲身レーザー砲塔が2連装から3連装にと、武装はそれぞれ変更されている。艦尾下部には艦載機帰還口が設定され、インテーク状の構造物の中が異なる形状になったりと、細かいディテールも異なっている。デスラー砲の露出方法もアニメ版と違っており、左右甲板が双胴体ごとそれぞれ外向きに傾き、中からアニメ版より大型のデスラー砲がせり上がるようになっている。なお、このゲームの本艦には艦載機が配備されていない。艦橋部分は設定上、分離可能とされており、非常時はこの部分のみで脱出できる。
なお、デスラー戦闘空母ではないが、前々作にあたるPS版『さらば宇宙戦艦ヤマト 愛の戦士たち』では、終盤のストーリー20「地球圏・対都市帝国戦」に、デスラー艦のデスラー砲の部分のみを仮搭載した緑色の戦闘空母（「臨時デスラー艦」とも称される）が登場する（『ヤマト2』ルートのみ）。デスラーは、崩壊した都市帝国から逃走するサーベラーとゲーニッツの乗った潜宙戦艦をこの艦で待ち伏せてデスラー砲で吹き飛ばし、彼らへの「借り」を返す。

## リメイクアニメシリーズ
『宇宙戦艦ヤマト2205 新たなる旅立ち』に、特一等航宙戦闘母艦デウスーラIII世として登場する。
本作ではゲルバデス級航宙戦闘母艦と同時期に計画されたものの、技術面・コスト面などの様々な問題をクリアできなかったために中断していたところを、ガミラスの移住先探査の旅に出るデスラーのために開発を再開して完成させた艦とされている。ガルマン星奪取作戦への投入が急遽決まったため、工期を短縮して建造され、作戦直前にデスラーへ引き渡された。
デザインは、飛行甲板が細身になったゲルバデス級とは異なり、こちらはオリジナルのシルエットにより近くなっている。ただし、これまで通り大幅なディテールアップがなされ、武装もオリジナルより増加している。艦橋部はオリジナル同様ドメラーズ2世のような円盤似の形状であるが、ゼルグート級一等航宙戦闘艦とは異なり独立戦闘指揮艦とはならない。これは、「ゼルグート級と同様に独立戦闘指揮艦とする予定だったが、小型化したことによる開発の難航と工期の短縮により、分離機構を廃した」という設定になっている。
艦体色は塗り直す時間が無かったため、総統座乗艦を示す青ではなく、ゲルバデス級の試作1号艦「ダロルド」と同じ試験用塗装とされる赤となっている。これについて、デスラーは「たまには赤も良かろう」と発言した。

### 諸元（リメイクアニメ）
| 全長       | 402 m |
| 全幅       | 102.4 m |
| 全高       | 98.6 m |
| 武裝       | - 波動砲 （ゲシュ＝ダールバム:別名〈デスラー砲〉） - 480ミリ四連装陽電子カノン砲塔×2 - 480ミリ三連装陽電子カノン砲塔 - 対空・対対艦ミサイル砲塔×10 - 四連装対空砲塔×6 - 330ミリ三連装陽電子ビーム砲塔×12 - ミサイル発射器×12 - 陽電子ビームランチャー×12 - 近接防御機雷発射口×52 - 魚雷発射管×4 |
| 搭載機     | 空間艦上攻撃機DMB87 スヌーカ |
| その他装備 | - 物質転送機 - ゲシュ＝タム・ウォール |